# Jerry Lawler
Pour les articles homonymes, voir Lawler.
Jerry O'Neil Lawler, né le 29 novembre 1949 à Memphis (Tennessee), est un catcheur (lutteur professionnel) et un commentateur américain travaillant actuellement à la World Wrestling Entertainment.
Il a possédé 165 titres au cours de sa carrière de catcheur, ce qui fait de lui l'actuel employé de la WWE le plus titré (bien qu'il n'ait jamais remporté de titre à la fédération elle-même). Il a notamment été plus de 50 fois Champion poids-lourds du Sud de la American Wrestling Association, et il a également été 36 fois champion par équipe dans diverses fédérations. Il a été honoré du Hall of Fame de la WWE en 2007.

## Jeunesse
Lawler grandit à Cleveland et est un fan de catch depuis l'enfance. Ses parents retournent vivre à Memphis où il se passionne pour les arts qu'il étudie à l'université de Memphis.

## Carrière

### Débuts (1970-1992)
Lawler fait la connaissance d'Aubrey Grifith au cours d'un spectacle de catch. Lawler dessine alors des portraits de catcheurs. Grifith lui propose de travailler pour lui d'abord comme disc-jockey avant de l'entraîner pour devenir catcheur.

### National Wrestling Alliance (1971-1979; 1981-1986)
Le premier combat télévisé de Jerry Lawler remonte au 2 janvier 1971, où il affronte et perd face à Bob Geigel lors de l'émission NWA St. Louis Championship Wrestling. Le 20 mars, il perd face à Bennie Ramirez. Le 27 mars, il fait équipe avec Rufus R. Jones pour affronter Harley Race et Von Raschke, mais ils perdent ce match. Le 20 avril, lors de l'évènement NWA Mid-America, il bat Marcel Vachon.

### World Wrestling Federation/Entertainment (1992-...)
Lawler commence sa carrière à la WWF en décembre 1992, il est annoncé comme l'une des superstars du catch. De 1993 à 1995, il entre en rivalité avec Bret Hart et la famille des Harts. La rivalité débute au King of the Ring 1993 quand Lawler interrompt la cérémonie de Bret et l'agresse. Lawler déclare qu'il est le seul et vrai King de la World Wrestling Federation (WWF), au SummerSlam 1993, il doit catcher contre Bret, mais simule un accident de voiture ; Doink le clown le remplace, mais à la fin du match, Lawler attaque Bret Hart : le match a alors lieu entre les deux. Bret lui porte le Sharpshooter et l'oblige à abandonner ; mais Bret ne lâchant pas la prise, Lawler est déclaré vainqueur.
À la même époque, Lawler engage une petite rivalité avec Vince McMahon.
Le 30 mars 2009 à RAW, il catche Chris Jericho pour le remettre à sa place après qu'il a détruit Ric Flair, mais il est obligé d'abandonner après un Walls Of Jericho de ce dernier.
Lors du Raw du 25 mai 2009, il participera à un match par équipes 5 contre 5. Il affrontera Randy Orton, Cody Rhodes, Ted DiBiase Jr., Big Show et The Miz. Son équipe sera constituée de lui, John Cena, Batista, MVP et un 5e homme non dévoilé, mais qui sera Mr Kennedy, effectuant son retour après avoir été annoncé durant les deux épisodes précédents.
Le 20 juillet à Raw, il se fait provoquer par The Brian Kendrick. Alors que Lilian Garcia allait annoncer l'adversaire de Kendrick, Lawler interrompt Lilian et annonce que c'est lui-même. Au cours du match, après que Lawler a donné un coup de poing à The Brian Kendrick, ce dernier s'énerve et prend le dessus, mais Lawler reviendra avec des coups de poing et un dropkick. Kendrick revient et applique un heel kick en pleine tête, puis il tente The Kendrick, mais est contré par Jerry Lawler qui en profite pour faire le tombé victorieux après un Diving fist drop depuis la seconde corde.

#### Rivalité avec la Nexus (2010-2011)
Lors de l'édition de Monday Night Raw du 7 juin 2010, le roster de la NXT attaque John Cena. Jerry Lawler est l'une des victimes de la faction N. Durant le RAW du 17 juin, la Faction N intervient à nouveau mais "le King" vient aider John Cena avec tout le roster de RAW à WWE 4-Way Finale 2010. Il sent que The Nexus allait venir et part lors du Raw du 28 juin. Il se fait de nouveau attaquer par Nexus alors qu'il rendait hommage à Ricky (The Dragon Steamboat), en compagnie des autres légendes de la WWE. Lors du Raw suivant, il fait partie de la Team WWE contre Nexus dans un match d'élimination — match qu'il perd.

#### Rivalités avec Michael Cole et The Miz (2010-2011)
Lors du Raw du 29 novembre 2010, alors âgé de 61 ans, il reçoit pour la première fois de sa carrière un match de championnat (la stipulation était un TLC Match) pour le WWE Championship contre The Miz (de 31 ans son cadet) : alors que Lawler allait décrocher le WWE Championship, Michael Cole lui attrape la jambe ; Lawler enchaîne sur Michael Cole une série de droite en représailles ; pendant ce temps-là, The Miz avait décrocher le titre. Cet évènement marquera le début d'une rivalité entre les deux commentateurs de WWE Raw. Lors du Raw du 6 décembre, il retient Michael Cole sur le ring, ce qui va permettre à Randy Orton de lui porter un RKO, pour lancer un message au WWE Champion, The Miz. Lors du Raw du 20 décembre, il gagne un match par équipe avec Randy Orton et John Morrison contre The Miz, Alex Riley et Sheamus, qui était en rivalité avec Morrison (il avait perdu un Ladder match contre ce dernier pour devenir le prétendant numéro 1 au titre du Miz). Lors de Raw du 27 décembre, il bat The Miz par décompte extérieur grâce à une intervention de John Morrison. Plus tard dans la soirée, il se fait attaquer par The Miz. Lors du RAW du 10 janvier 2011, il remporte son match avec Randy Orton contre The Miz et Alex Riley. Lors du Raw du 31 janvier, il remporte le Raw Rumble (un Rumble match incluant uniquement des catcheurs de Raw) et s'assure un 2e match pour le WWE Championship face à The Miz qui aura lieu à l'Elimination Chamber 2011.
Lors du Raw du 14 février 2011, Jerry Lawler est absent à la suite du décès de sa mère.
À l'Elimination Chamber, il perd contre The Miz et ne remporte donc pas le WWE Championship. Le Raw suivant, Michael Cole interviewe Lawler après sa défaite à Elimination Chamber face à The Miz ; cependant il ne cesse de le provoquer en faisant référence à sa mère. Par la suite, Jerry défie Cole pour un match à Wrestlemania XXVII. Cole refuse le défi mais jette de l'eau sur Lawler avant de s'enfuir dans les coulisses.
Le Raw du 28 février, Michael Cole accepte finalement son challenge à deux conditions : que le match soit un Special Guest Referee Match et c'est Cole qui choisira l'arbitre et aussi un manager / entraîneur qui se révélera être Jack Swagger. Jack Swagger fera son entrée sur le ring et portera son Ankle Lock sur Jerry Lawler qui se fera provoquer par Cole en même temps en lui disant "What do you think now ?" (T'en penses quoi maintenant ?). La semaine suivante, Cole révèle l'arbitre spécial pour le match de WrestleMania qui devait signer un contrat pour l'être officiellement. Il dit qu'il a choisi John Layfield, mais ce sera finalement "Stone Cold" Steve Austin qui signera le contrat après avoir porté deux Stone Cold Stunners sur JBL et avoir renversé quatre bières sur Cole. À WrestleMania XXVII, Lawler gagnera son match contre Cole par la prise de soumission de Jack Swagger, mais après l'intervention du general manager de Raw, qui estime que le comportement d'Austin était en sa faveur, il sera disqualifié et perdra donc son match. Lors d'Extreme Rules 2011 il perd son match avec Jim Ross contre Michael Cole et Jack Swagger dans un Country Whipping Tag Team match. À Over The Limit, il gagne contre Michael Cole dans un Kiss My Foot match, et évite d'introduire Michael Cole au WWE Hall Of Fame. Lors du Raw du 23 mai, les deux commentateurs font la paix.

#### Diverses rivalités (2011-2012)
Lors du Raw du 5 septembre, il gagne son match avec Zack Ryder contre David Otunga et Michael McGillicutty. Lors du Raw du 12 septembre, il gagne avec Sheamus contre Michael McGillicutty et David Otunga.
Lors du Royal Rumble (2012), il participe au Royal Rumble Match en entrant avec le n°12. Il élimine Michael Cole, avec l'aide de Booker T, et se fait ensuite éliminer par Cody Rhodes.
Lors du Raw du 30 avril, il perd contre Daniel Bryan dans un Beat the Clock Match pour devenir challenger no 1 au championnat de la WWE.
Il perd contre Michael Cole par disqualification après que le Manager Général Anonyme de la soirée (il s'agissait en réalité d'Hornswoggle) eut renversé la décision après l'intervention de Booker T.
Le 20 août, à Raw, il se fait attaquer par le Champion de la WWE, CM Punk. Le 27 août à Raw, il accepte le défi de CM Punk pour le WWE Championship dans un match en cage, match qu'il perd par soumission. Il remonte sur le ring le 10 septembre pour un match par équipe, avec Randy Orton contre CM Punk et Dolph Ziggler, match que son équipe remporte. Peu après, il est évacué de la salle, sans que le show ne s'arrête, et amené à l'hôpital pour une attaque cardiaque. Il subit une angioplastie et fait un arrêt respiratoire, mais ne subit aucun dommage cérébral.

#### Retour en commentateur stable puis analyste (2012-2016)
Il fait son retour comme commentateur à Raw, le 12 novembre 2012. Il a eu un nouveau malaise sans gravité avant le Raw Old School du 6 janvier 2014. En janvier 2015 il est transféré de RAW à Smackdown. Cela met fin à ses dix-huit années en tant que commentateur de RAW.
Le 18 juin 2016, il est suspendu quelques jours par la WWE pour violences conjugales . En juillet, la WWE a décidé qu'il ne serait plus commentateur mais uniquement analyste pour les pré-shows.

#### Retour en commentateur à Raw (2019-...)
Fin septembre 2019, la WWE annonce qu'il redevient commentateur de Raw à plein temps.

### Circuit indépendant (2012-...)
Le 23 mars 2012 lors de NEW Wrestlefest XVI, il bat Jake Manning. 
Le 21 septembre 2013 lors de NEW Wrestling Under the Stars II, il bat Matt Striker.
Le 28 mars 2014 lors de NEW Wrestlefest 18, il bat Matt Taven. Le 2 août 2014 lors de NEW Wrestling Under the Stars III, il bat Kevin Steen au cours d'un Piledriver match.
Le 6 mars 2015 lors de NEW Wrestlefest 19, il perd contre Brian Anthony.
Le 4 mars 2016 lors de NEW Wrestlefest XX, il bat Jake Manning. Le 27 août 2016 lors de NEW Wrestling Under The Stars V, il bat The Brooklyn Brawler.
Le 3 mars 2017 lors de NEW Wrestlefest XXI, Bull Dred et Jerry Lawler battent Cam Zagami et Romeo Roselli. Le 9 avril lors de Heroes & Legends VIII, il perd contre Dru Skillz. Le 27 août lors de NEW Wrestling Under The Stars VI, il bat Robbie E. Le 25 novembre 2017 lors de WrestleCade WrestleCade 2017 - Supershow, il perd contre George South.
Le 5 avril 2018 lors de WrestleCon Mark Hitchcock Memorial SuperShow, il perd contre Joey Ryan.

## Palmarès et accomplissements
- American Wrestling Association
  - AWA Southern Heavyweight Championship (52 fois)
  - AWA Southern Tag Team Championship (10 fois) – avec Jimmy Valiant (1), Bill Dundee (3), Mongolian Stomper (1),Jos LeDuc (1), Austin Idol (1), Plowboy Frazier (1), et Big Bubba (1)
  - AWA World Heavyweight Championship (1 fois)
  - AWA World Tag Team Championship (2 fois) – avec Bill Dundee
- Continental Wrestling Association / Championship Wrestling Association
  - CWA World Heavyweight Championship (1 fois)
  - CWA International Heavyweight Championship (3 fois)
  - CWA Lord of the Ring (1988)
  - CWA Heavyweight Championship (1 fois)
  - CWA World Tag Team Championship (2 fois) – avec Austin Idol (1) et Tommy Rich (1)
  - NWA Mid-America Heavyweight Championship (3 fois)
  - NWA Southern Heavyweight Championship (Memphis version) (7 fois)
- Georgia Championship Wrestling
  - NWA Macon Tag Team Championship (2 fois) – avec Mr. Wrestling II (1) et Don Greene (1)
- NWA Gulf Coast Championship Wrestling
  - NWA Tennessee Tag Team Championship (1 fois) – avec Jim White
- International Wrestling Association
  - IWA Heavyweight Championship (1 fois)
- Jersey All Pro Wrestling
  - JAPW Heavyweight Championship (1 fois)
- Maryland Championship Wrestling
  - MCW Heavyweight Championship (1 fois)
  - MCW Tag Team Championship (1 fois) – avec The Bruiser
- Memphis Championship Wrestling
  - MCW Southern Heavyweight Championship (2 fois)
- Memphis Wrestling
  - Memphis Wrestling Southern Heavyweight Championship (52 fois)
  - Memphis Wrestling Television Championship (1 fois)
- NWA Mid-America
  - NWA Southern Heavyweight Championship (Mid-America version) (10 fois)
  - NWA Southern Tag Team Championship (Mid-America version) (9 fois) – avec Jim White (7), Plowboy Frazier (1), et Bill Dundee (1)
  - NWA Southern Junior Heavyweight Championship (5 fois)
  - NWA Tri-State Heavyweight Championship (Alabama version) (1 fois)
  - NWA Tri-State Tag Team Championship (Alabama version) (2 fois) – avec Steve Lawler
  - NWA United States Tag Team Championship (Mid-America version) (1 fois) – avec Jackie Fargo (1)
- NWA Polynesian Wrestling
  - NWA Polynesian Pacific Heavyweight Championship (1 fois)
- NWA Virginia
  - NWA All-Star Heavyweight Championship (1 fois)
- Power Pro Wrestling
  - PPW Tag Team Championship (1 fois) – avec Bill Dundee
- Pro Wrestling Illustrated
  - Feud of the Year (1992) avec Jeff Jarrett vs. The Moondogs
  - Feud of the Year (1993) vs. Bret Hart
  - Most Hated Wrestler of the Year (1993, 1995)
  - Most Inspirational Wrestler of the Year (1988, 2012)
  - Classé No. 7 du 500 top singles wrestlers du PWI 500 en 1992
  - Classé No. 23 du 500 top singles wrestlers des PWI Years en 2003
  - Classé No. 56 des 100 top tag teams des PWI Years avec Bill Dundee en 2003
- Pro Wrestling This Week
  - Wrestler of the Week (6–12 décembre 1987)
- Professional Wrestling Hall of Fame and Museum
  - Class of 2011
- Smoky Mountain Wrestling
  - SMW Heavyweight Championship (2 fois)
- Traditional Championship Wrestling
  - TCW Tag Team Championship (1 fois) – avec Matt Riviera
- United States Wrestling Association
  - USWA Heavyweight Championship (2 fois)
  - USWA Texas Heavyweight Championship (1 fois)
  - USWA Unified World Heavyweight Championship (28 fois)
  - USWA World Tag Team Championship (6 fois) – avec Jeff Jarrett (4) et Bill Dundee (2)
- Windy City Pro Wrestling
  - WCPW Battle Royal Championship (1 fois)
- World Class Wrestling Association
  - WCWA World Heavyweight Championship (3 time)
  - WCWA Texas Heavyweight Championship (1 fois)
- World Wrestling Council
  - Caribbean Cup (2014)
- World Wrestling Federation / World Wrestling Entertainment / WWE
  - Raw Rumble (2011)
  - WWE Hall of Fame (Class of 2007)
  - Slammy Award (5 fois)
    - Mouthiest (1994)
    - I'm Talking and I Can't Shut Up (1996)
    - Most Embarrassing Moment (1996) – Kissing his own foot
    - WWE.com Exclusive Video of the Year (2012) – Speaking to WWE.com about his miraculous return
    - Comeback of the Year (2012)
- Wrestling Observer Newsletter
  - 5 Star Match (1981) vs Terry Funk on March 23
  - Best Color Commentator (1995, 1996)
  - Feud of the Year (1987) vs. Austin Idol et Tommy Rich
  - Feud of the Year (1992) avec Jeff Jarrett vs. The Moondogs
  - Feud of the Year (1993) vs. Bret Hart
  - Worst Feud of the Year (1994) vs. Doink the Clown
  - Worst Television Announcer (2002)
  - Worst Worked Match of the Year (1994) avec Sleazy, Queasy et Cheesy vs. Clowns R' Us aux Survivor Series
  - Wrestling Observer Newsletter Hall of Fame (Class of 1996)

### Classements de magazines
- Pro Wrestling Illustrated 
  - PWI Feud of the Year (1992) avec Jeff Jarrett vs. The Moondogs
  - PWI Feud of the Year (1993) contre Bret Hart
  - PWI Most Hated Wrestler of the Year (1993 et 1995)
  - PWI Most Inspirational Wrestler of the Year (1988)
  - Classé 56e des 100 meilleures équipes avec Bill Dundee en 2003
  - Classé 12e des 500 meilleurs catcheurs en 1991

- Wrestling Observer Newsletter Awards
  - Feud of the Year (1987) contre Austin Idol et Tommy Rich
  - Feud of the Year (1992) avec Jeff Jarrett contre The Moondogs
  - Feud of the Year (1993) contre Bret Hart
  - Worst Feud of the Year (1994) contre Doink the Clown
  - Worst Worked Match of the Year (1994) avec Sleazy, Queasy et Cheesy vs. Clowns R' Us au Survivor Series.
  - Membre du Wrestling Observer Hall of Fame (1996)

## Filmographie
- Man on the Moon (1999) : lui-même[27]